# Hellraiser 4: Bloodline
Hellraiser: Bloodline är en skräckfilm från 1996.

## Handling
År 2127 leder vetenskapsmannen Dr. Merchant en rymdstation, förlagd till yttre rymden. Stationens mål är att en gång för alla stänga helvetets portar. Merchants anfader, en leksaksmakare, konstruerade under 1700-talet den pussel-låda, som tidigare (i de tre föregående filmerna i Hellraiser-serien) använts för att åkalla en grupp ondskefulla demoner, kallade cenobiter. Nu har doktorn skapat en låda som ska ha motsatt effekt, och en gång för alla stänga vägen mellan cenobiternas värld och mänsklighetens.
Cenobiterna är förstås inte glada över möjligheten, och gör sitt bästa för att hindra honom. Filmens narrativ skiftar mellan 1700-talet och år 2127, och den är därför på sätt och vis både en föregångare och en fortsättning på de tidigare filmerna i serien.

## Respons
Filmen sågades av de flesta kritiker, och har för närvarande en ranking på 25% på filmsidan Rotten Tomatoes.